# Hoog- en Laag-Zwaagdijk

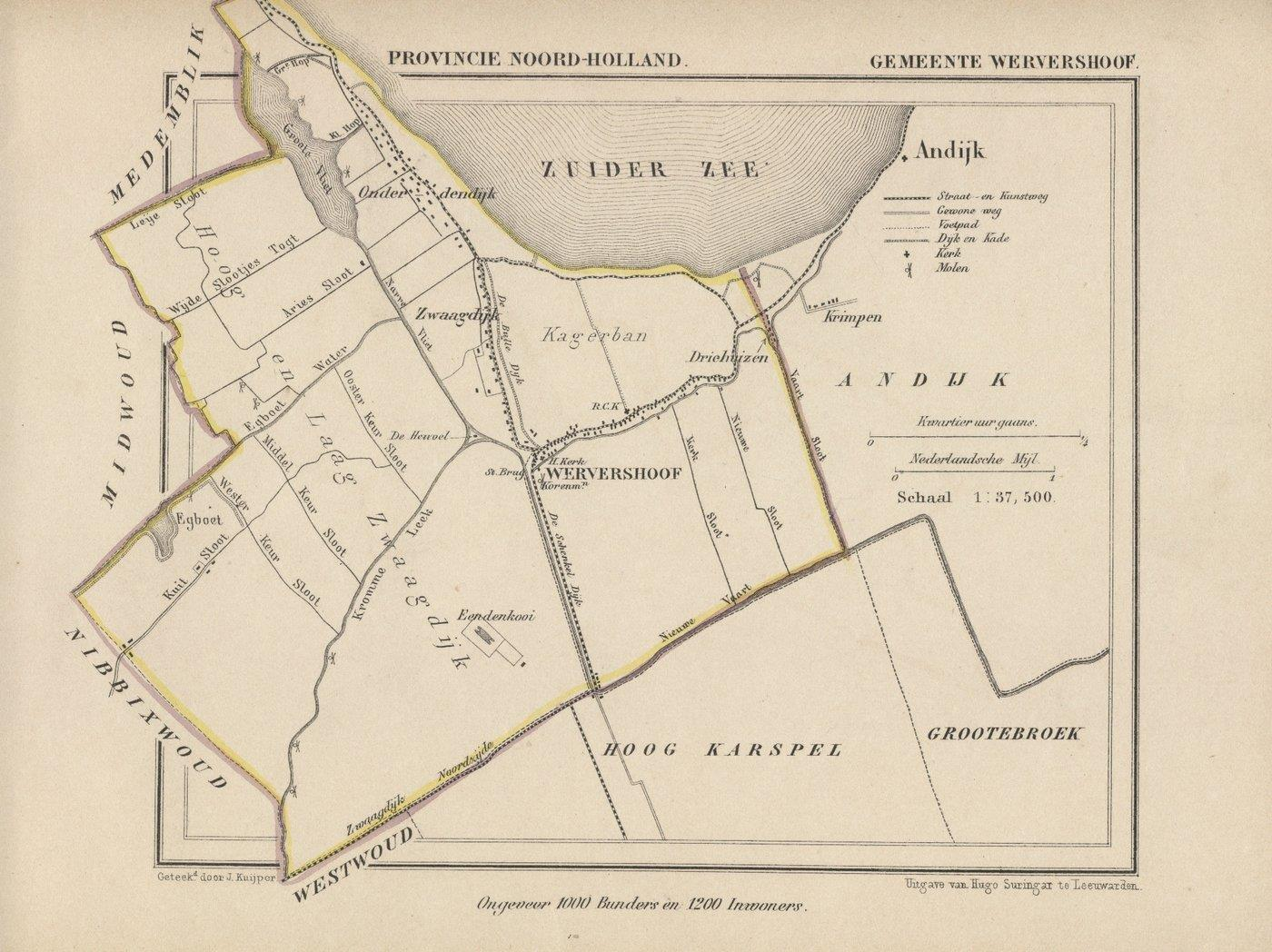
Kaart van de gemeente Wervershoof van rond 1869 met links het gebied van het voormalige Hoog- en Laag-Zwaagdijk

Hoog- en Laag-Zwaagdijk is een voormalige banne en gemeente in de Nederlandse provincie Noord-Holland, ten zuiden van Medemblik.
Hoog- en Laag Zwaagdijk bestond, met de klok mee, uit het dorp Onderdijk (ook wel Hogedijk genoemd in oudere bronnen), de voormalige buurtschappen Lagedijk en Neuvel, de noordzijde van het oostelijke deel van de Zwaagdijk en het oosteinde van Hauwert.
De banne viel jurisdictioneel gezien tussen 1289 en 1795 onder Medemblik, het was daarna kort zelfstandig. Tussen 1796 en 1804 hoorde het ook enige tijd bij Wervershoof, om daarna weer zelfstandig te worden. In 1812 werd het bij de gemeente Zwaag gevoegd, ondanks dat beide niet aan elkaar grensden. 
In 1844 werd Hoog- en Laag-Zwaagdijk, nadat de inwoners diverse acties hadden ondernomen, een min of meer zelfstandige gemeente, hoewel formeel gezien de gemeente Zwaag wel verantwoordelijk bleef. Nadat in 1867 Hoog- en Laag-Zwaagdijk onder de gemeente Wervershoof was gaan vallen verdween langzaam de benaming. Later veranderde de naam Lagedijk in Simon Koopmanstraat en werden de Simon Koopmanstraat en de Neuvel opgenomen in het dorp Wervershoof.